# 영상기록 병원 24시
《영상기록 병원 24시》는 1998년 6월 21일부터 2005년 10월 25일까지 방송된 의학 전문 다큐멘터리 프로그램이다.

## 방송 시간
| 방송 채널 | 방송 기간                          | 방송 시간                            |
| --------- | ---------------------------------- | ------------------------------------ |
| KBS 2TV   | 1998년 6월 21일 ~ 1998년 10월 11일 | 매주 일요일 밤 10시 ~ 11시           |
| KBS 2TV   | 1998년 10월 14일 ~ 2000년 4월 26일 | 매주 수요일 밤 11시 ~ 12시           |
| KBS 2TV   | 2000년 5월 3일 ~ 2000년 7월 19일   | 매주 수요일 밤 9시 50분 ~ 10시 50분  |
| KBS 2TV   | 2000년 10월 15일 ~ 2001년 4월 29일 | 매주 일요일 밤 8시 50분 ~ 9시 40분   |
| KBS 1TV   | 2000년 7월 25일 ~ 2000년 10월 3일  | 매주 화요일 밤 11시 30분 ~ 12시 20분 |
| KBS 1TV   | 2001년 5월 6일 ~ 2001년 5월 27일   | 매주 일요일 밤 11시 20분 ~ 12시      |
| KBS 1TV   | 2001년 6월 1일 ~ 2001년 11월 2일   | 매주 금요일 밤 11시 35분 ~ 12시 25분 |
| KBS 1TV   | 2001년 11월 9일 ~ 2003년 10월 31일 | 매주 금요일 밤 12시 ~ 12시 50분      |
| KBS 1TV   | 2003년 11월 6일 ~ 2004년 10월 28일 | 매주 목요일 밤 12시 ~ 12시 50분      |
| KBS 1TV   | 2004년 11월 7일 ~ 2005년 5월 1일   | 매주 일요일 밤 11시 ~ 11시 30분      |
| KBS 1TV   | 2005년 5월 3일 ~ 2005년 10월 25일  | 매주 화요일 밤 12시 ~ 12시 50분      |

## 수상 경력
- 제37회(2001년) 백상예술대상 TV부문 작품상(교양)

## 같이 보기
- 병원 24시 (종영) (SBS)
- 닥터스 (텔레비전 프로그램) (종영) (MBC TV)
- 명의, 메디컬 다큐-7요일 (EBS)
- 생명최전선 (KBS 1TV)
- 생로병사의 비밀 (KBS 1TV)